# Eläkeläiset
Eläkeläiset (фин. «Пенсионеры») — финский ансамбль, играющий музыку в стиле хумппа. Образовался в 1993 году. На протяжении существования ансамбля его состав претерпевал некоторые изменения, но наиболее постоянными участниками являются Онни Варис (клавишные, вокал), Мартти Варис (бас-гитара, вокал), Петтери Халонен (клавишные, гитара, вокал), Ласси Киннунен (аккордеон, вокал) и Кристиан Воутилайнен (ударные, вокал). Также у истоков создания группы стоял гитарист Петтери Терявя, впрочем, о достоверности фамилий и имен говорить не приходится — все музыканты используют псевдонимы (например, Онни Варис и Мартти Варис, вопреки расхожему мнению, вовсе не родственники и даже не однофамильцы) Техническим обеспечением группы занимаются Ильмари Койвулухта (звукорежиссура и транспорт) и Пекка Йокинен (художественное оформление).

## Музыка
«Eläkeläiset» исполняют преимущественно кавер-версии известных рок- и поп-хитов, обработанные в манере хумппа или более медленной йенкка. При этом композиции снабжаются новым финским текстом и названиями, и опознать оригинал порой бывает почти невозможно. Вплоть до альбома «Werbung, Baby!» (1999) названия всех композиций ансамбля содержали компонент Humppa, Jenkka или Polkka.
Энергичная, полная искромётного юмора манера исполнения сделала «Eläkeläiset» популярными далеко за пределами Финляндии. С этой группой связывают новый всплеск интереса к хумппе в конце XX века.

## Выступления
По словам самих музыкантов, «Eläkeläiset» дают от 80 до 100 концертов в год, из них около 20 в Финляндии и от 40 до 50 в Германии. Ансамбль избегает крупных выступлений, однако принял участие в нескольких международных фестивалях. Так, «Eläkeläiset» участвовали в немецком метал-фестивале Wacken Open Air (W:O:A), а 6 декабря 2003 выступили на Фестивале современного искусства Финляндии «Ночь независимости» в московском клубе «Б2».
«Eläkeläiset» пользуются особой популярностью в среде OpenBSD-разработчиков и часто играется на их хакатонах.
13 августа 2005 «Eläkeläiset» выступили на фестивале Vahinko 2005 в Йоэнсуу своим первоначальным составом 1993-1994 годов: Варис, Терявя, Варис и Воутилайнен.
Во время туров музыканты путешествуют на собственном грузовичке, предпочитая его автобусу. Участники ансамбля любят шутить по поводу того, что используют свои гастроли для контрабанды спиртного, и даже периодически вывешивают на официальном сайте группы карты, на которых отмечены места расположения тайников с «сокровищами».

## Фотографии

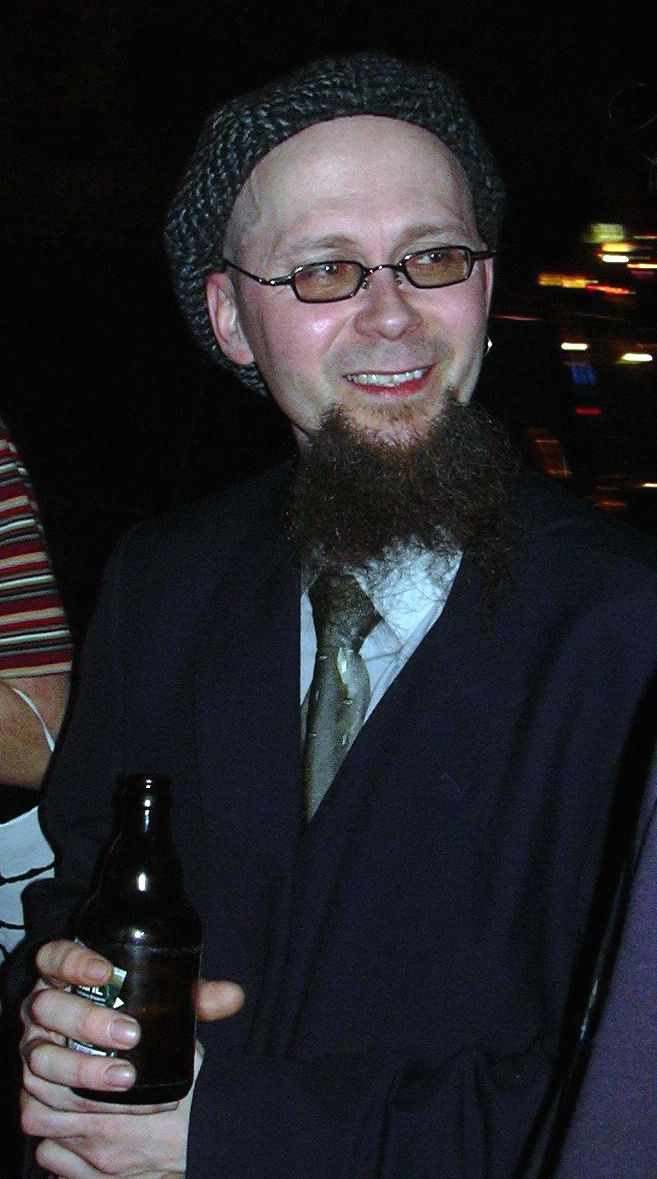
Клавишник и вокалист Онни Варис
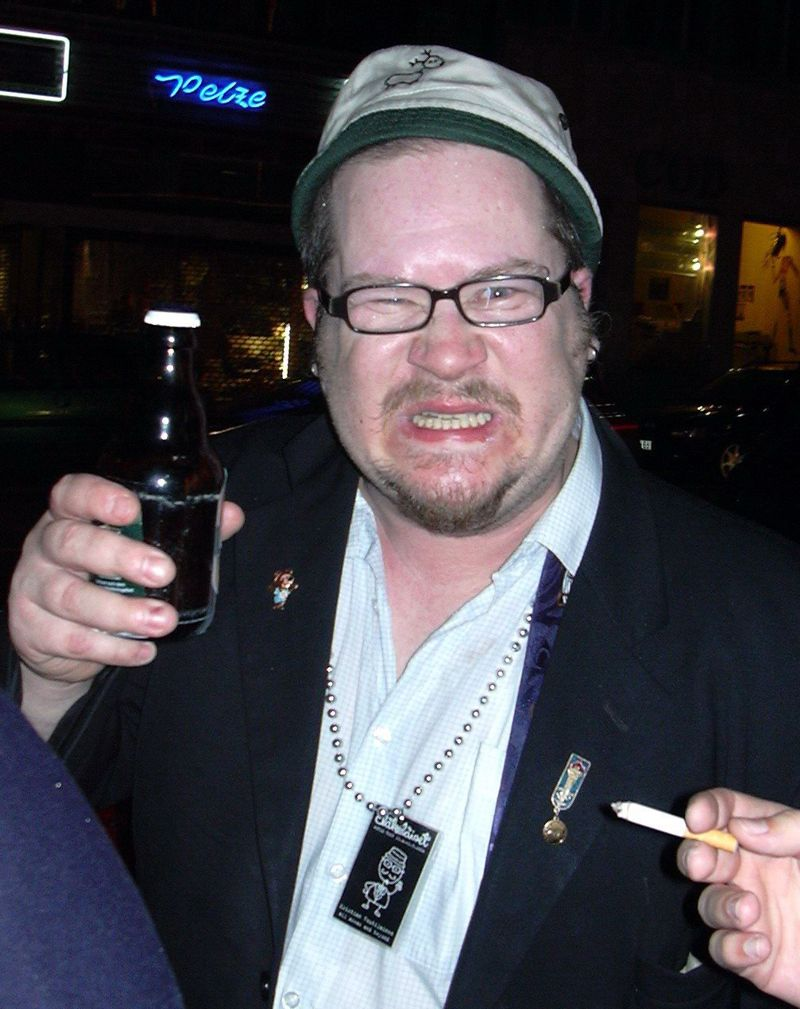
Ударник и вокалист Кристиан Воутилайнен
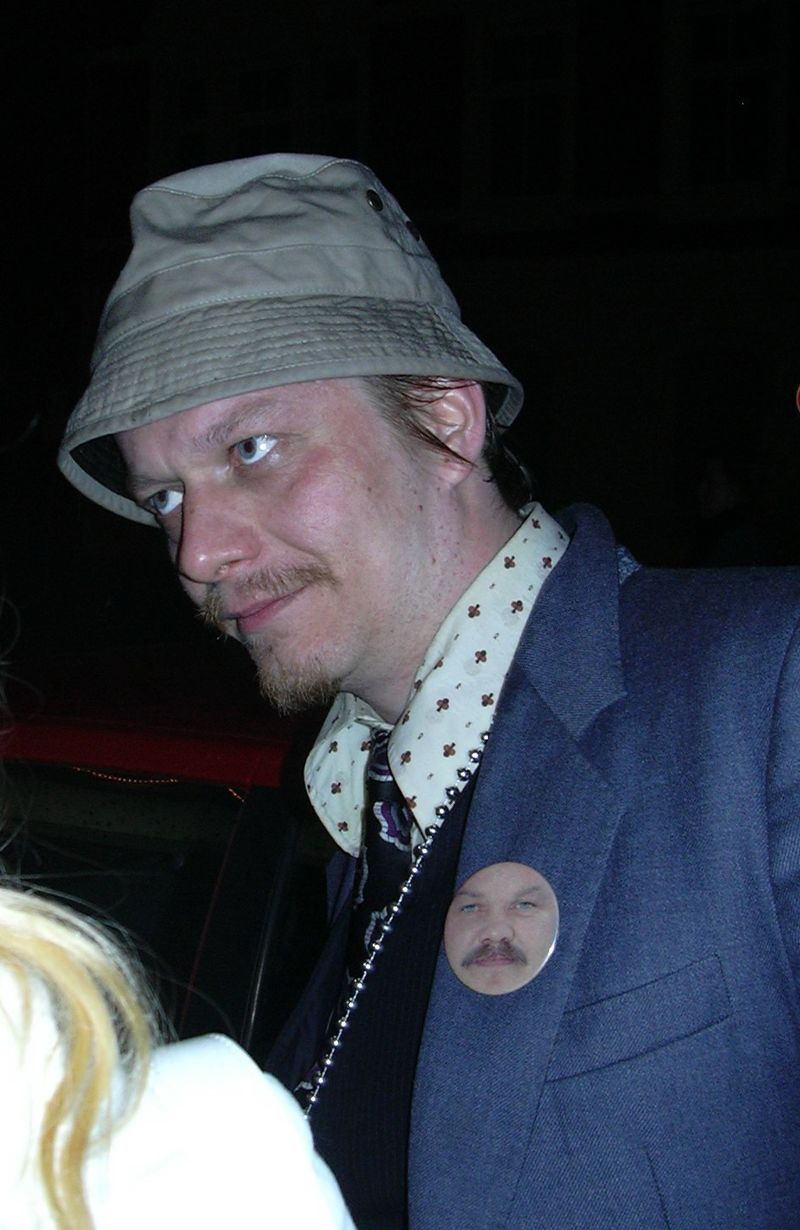
Клавишник и вокалист Петтери Халонен

## Дискография

### LP
- Joulumanteli (1994, существует только в магнитофонной записи)
- Humppakäräjät (1994, альбом)
- Humpan Kuninkaan Hovissa (1995, альбом)
- In Humppa We Trust (1996, концертный альбом)
- Humppamaratooni (1997, альбом)
- Werbung, Baby! (1999, альбом)
- Humppa-Akatemia (2000, двойной альбом)
- Humppa Till We Die (2000, CD)
- Humppa! (2001, альбом, выпущен только в России)[2]
- Pahvische (2002, альбом)
- Humppaelämää (2003, альбом)
- Humppasirkus (2006, альбом)
- Humppakonsertto (2007, концертный альбом)
- Humppa United (2008, альбом)
- Humppabingo (2009, двойной альбом)
- Humppasheikkailu (2012, альбом)
- Humppakalmisto (2013, альбом)

### EP
- Humppalöyly (1995, EP)
- Humppaorgiat (1999, EP, содержит нецензурные песни)
- Jenkkapolkahumppa (2001, EP)
- Joulutorttu (2002, EP)
- Katkolla Humppa (2003, EP)
- Keväthumppa (2003, EP)
- Das Humppawerk (2006, EP)
- Ukki, mita oli jenkka? (2009, EP)

### Синглы
- Pyjamahumppa (1995)
- Dementikon Keppihumppa / Take Me To The City (1997)
- Sensational Monsters Of Humppa (1998)
- Huipputähtien Ykköshitit (1999)
- Ja Humppa Soi (2000)